# Metafroneta sinuosa
Metafroneta sinuosa là một loài nhện trong họ Linyphiidae.
Loài này thuộc chi Metafroneta. Metafroneta sinuosa được A. David Blest miêu tả năm 1979.